# Югина
Юги́на (Yuhina) — рід горобцеподібних птахів родини окулярникових (Zosteropidae). Представники цього роду мешкають в Гімалаях і Південно-Східній Азії. Югин раніше відносили до родини тимелієвих (Timaliidae), однак за результатами низки молекулярно-генетичних досліджень вони були переведені до родини окулярникових.

## Види
Виділяють сім видів:
- Югина мала (Yuhina nigrimenta)
- Югина тайванська (Yuhina brunneiceps)
- Югина вусата (Yuhina flavicollis)
- Югина бірманська (Yuhina humilis)[6]
- Югина асамська (Yuhina bakeri)
- Югина темнокрила (Yuhina gularis)
- Югина рудочерева (Yuhina occipitalis)

Зеленоспинну югину раніше відносили до роду Yuhina, однак за результатами молекулярно-генетичного дослідження вона була переведена до відновленого роду Erpornis і родини віреонових (Vireonidae).

## Етимологія
Наукова назва роду Yuhina походить від непальської назви темнокрилої югини (Yuhina gularis).